# César Chesneau Dumarsais

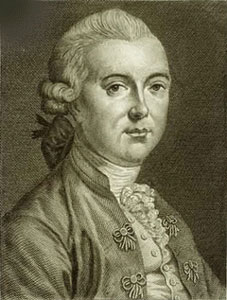
O filósofo Dumarsais.

César Chesneau Dumarsais ou Du Marsais, (Marselha, 17 de julho de 1676 - Paris, 11 de junho de 1756), foi um gramático e filósofo francês.
Depois de estudar com os oratorianos de Marselha, ingressou nessa congregação, embora logo a tenha deixado para estudar direito em Paris. Suas dificuldades financeiras o forçaram a abandonar a escola e ele trabalhou como tutor em várias casas ricas, incluindo a do economista John Law e a do Marquês de Beaufremont.
D'Alembert chamou-lhe "A Fonte dos Filósofos". Em suas obras mostrava sinais de especial força espiritual, notável senso comum e ampla erudição.

## Obra
- Tratado sobre Tropes ("Traité des Tropes"), 1730, sua principal obra, que se tornou um clássico;
- Método racional para aprender a língua latina ("Méthode raisonné pour apprendre la langue latine") (1722);
- Princípios de Gramática ("Principes de Grammaire"), 1769, onde aborda a gramática a partir da perspectiva do filósofo;
- Lógica clássica ("Logique classique").

Ele escreveu artigos sobre gramática, bem como o artigo "Filósofo" na Encyclopédie de Diderot e deixou a Exposição da Igreja Gallicana (publicada em 1757) que foi anotada no Índice de Livros Proibidos da Igreja Católica naquele mesmo ano.
A par dos seus textos filológicos, é também autor de obras filosóficas editadas clandestinamente, tais como:
- O Filósofo ("Le Philosophe") (1730);
- As Novas liberdades de pensamento ("Nouvelles Libertés de penser") (1743);
- O Exame da religião cristã ("Examen de la religion chrétienne") (1745).

Alguns escritos anti-religiosos são atribuídos a ele que não parecem ser seus.
Ele propôs reformas ortográficas que não foram aceitas. Suas obras ("Œuvres") foram publicadas em 1797, em sete volumes.
D'Alembert escreveu seu Louvor na Enciclopédia. Nela, ele destacou que "viveu pobre e ignorado no seio de um país que ele havia instruído".

## Trabalhos online
- Exposition d'une méthode raisonnée pour apprendre la langue latine, Paris, Étienne Ganeau, 1722
- TDes tropes ou Des diferens sens dans lesquels on peut prendre un mème mot dans une mème langue, Paris, chez la Veuve de Jean-Batiste Brocas, 1730
- Nouvelles libertés de penser, Amsterdã, Piget, 1743
- De l'ame, et de son immortalité, Paris, Briasson, 1751
- Opúsculos filosóficos e literários, a maioria póstumos ou inéditos, Paris, Impr. nationale, 1796
- Le philosophe, PParis, Pougin, 1797
- Les tropes de Dumarsais París, Belin-le-Prieur, 1818
- Les véritables príncipes de la grammaire ou Nouvelle grammaire raisonnée pour apprendre la langue latine, Paris, Hachette, 1971
- Analyse de la religion chretienne, Paris, Hachette, 1972